# Bataille de Coëtlogon
Chouannerie
La bataille de Coëtlogon se déroula pendant la Chouannerie, lors de l'expédition de Quiberon.

## La bataille
Le 18 juillet, après quelques escarmouches face à la division républicaine du général Jean-Pierre-Clément de Champeaux, les Chouans de l'Armée rouge, renforcés par les hommes de la division de Loudéac commandés par Pierre Robinault de Saint-Régeant, entraient dans Coëtlogon. Au château, dans la soirée, mesdames de Guernissac et de Boishardy invitèrent les officiers à dîner, Vincent de Tinténiac et les émigrés acceptèrent, en revanche les officiers chouans préférèrent rester avec leurs hommes qui campaient dans les jardins. Lors du dîner, Tinténiac reçut les nouvelles instructions, elles lui ordonnaient de se rendre à Châtelaudren afin d'assurer un nouveau débarquement de soldats britanniques. Mais au même moment, un détachement de soldats républicains lançait une attaque surprise sur le château de Coëtlogon et bousculait les Chouans désorganisés. Les Républicains en nette infériorité numérique battirent rapidement en retraite, mais Tinténiac qui, dès les premiers coups de fusil était sorti prendre la tête de ses hommes, fut frappé au cœur par une balle républicaine et tué sur le coup.
Le Chevalier de Tinténiac mort, les officiers royalistes se réunirent en conseil pour désigner un nouveau général. Les chouans, officiers et soldats, réclamèrent unanimement Cadoudal, mais les officiers émigrés choisirent l'un des leurs, le vicomte de Pontbellanger. Les émigrés étant majoritaires au conseil, ce fut ce dernier qui fut élu général, Pontbellanger ordonna alors de continuer la marche en direction de la baie de Saint-Brieuc.
| « Nous marchâmes ensuite vers le château de Coëtlogon où le général, disait-on, devait recevoir de nouvelles instructions. Le lendemain de notre arrivée, vers deux heures de l'après-midi, on nous annonça treize cents Bleus qui venaient nous attaquer. Georges seul dans l'armée ayant de connaissances militaires, fut chargé de faire les préparatifs de défense. Il m'envoya en observation au bord d'une lande sur la gauche de l'ennemi. Quand il eut fait toutes les dispositions et que le feu était déjà engagé, il vint me chercher, et, alignant ma compagnie sur un seul rang à un ou deux pas de distance entre chaque homme, il nous courir en criant : En avant ! et, faisant marcher devant nous tous ceux qui s'étaient tenus derrière les haies, notre élan mit toute l'armée en mouvement et étonna tellement les Bleus qu'ils se sauvèrent au plus vite, nous laissant des morts, des blessés et des prisonniers. Nous ne perdîmes que notre général, qui s'avança imprudemment sur un grenadier qui se glissait d'arbre en arbre dans l'avenue, et qui prit d'abord la fuite; mais se trouvant trop pressé, se retourna et tira le général presque à bout portant. Julien Cadoudal, frère de Georges, le reçut dans ses bras, et le grenadier fut tué par Joseph Madec, capitaine de la compagnie de paysans de la paroisse de Carnac. » — Mémoires de Jean Rohu |

| « Nous apprenons à l'instant que cinq cents hommes, sous les ordres de l'adjudant-général Crublier, ont marché hier à leur poursuite, les ont trouvés retranchés dans le chateau de Coetlogon, à quatre lieues de Josselin et cinq d'ici; que nos troupes ont été repoussées avec pertes, et sont rentrées cette nuit à Josselin. Malheureusement nous n'avons point de forces suffisantes à opposer à l'ennemi. Coetlogon, ancien château entouré de douves et flanqué de tours, est situé entre deux forêts : les brigands peuvent facilement s'y retrancher, se recruter et s'approvisionner. On dit qu'il leur arrive de toutes parts des détachements de Chouans. » — Rapport du représentant Mathieu au Comité de salut public, le 20 juillet, à Rennes. |

| « Citoyen général, nous nous joignons au citoyen Marillac, chef de brigade, commandant la force armée de notre district pour vous demander des forces d'autant plus indispensables dans les circonstances où nous nous trouvons que c'en est fait de notre pays, si elles ne nous arrivent promptement. L'adjudant général Crublier n'aura certainement pas manqué de vous instruire, citoyen général, de l'action qui s'est passée dans les bois du ci-devant château de Coëtlogon, puisqu'il y était lui-même, entre les Anglais, émigrés et chouans, qui ont pénétré dans l'intérieur, et que l'on porte au nombre de 7 000, et les républicains qui, attendu leur grande infériorité en nombre, ont été obligés de se replier sur Josselin, avec perte de plusieurs hommes tués et beaucoup de blessés. » |